# Hypoplectis abunata
Hypoplectis abunata är en fjärilsart som beskrevs av Felder och Alois Friedrich Rogenhofer 1875. Hypoplectis abunata ingår i släktet Hypoplectis och familjen mätare. Inga underarter finns listade i Catalogue of Life.